# Phil Lewis
Phil Lewis (Londres, 9 de enero de 1957) es un cantante británico, conocido por ser vocalista de la banda estadounidense de hard rock L.A. Guns. Anteriormente estuvo en las bandas Girl, New Torpedos y Torme. Mientras estaba fuera temporalmente de L.A. Guns cantó en las bandas Filthy Lucre y The Liberators.

## Discografía

### Girl
- 1980: Sheer Greed
- 1982: Wasted Youth

### Torme
- 1986: Back To Babylon
- 1987: Die Pretty, Die Young

### L.A. Guns
- 1988: L.A. Guns
- 1989: Cocked and Loaded
- 1991: Hollywood Vampires
- 1994: Vicious Circle
- 1999: Greatest Hits Black Beauties
- 2001: Man In The Moon
- 2002: Waking the Dead
- 2004: Rip the Covers Off
- 2005: Tales from the Strip
- 2006: Loud and Dangerous: Live from Hollywood
- 2008: Hellraiser's Ball: Caught in the Act
- 2010: Covered in Guns
- 2012: Hollywood Forever

### Tributo
- 1999: Humanary Stew: A Tribute to Alice Cooper

- 2000: Leppardmania: A Tribute to Def Leppard
- 2000: Covered Like a Hurricane : A Tribute to the Scorpions
- 2001: Bulletproof Fever: A Tribute To Ted Nugent
- 2001: Livin On A Prayer: A Tribute To Bon Jovi
- 2002: Welcome to the Jungle: A Tribute to Guns N' Roses
- 2004: Spin the Bottle: An All-Star Tribute to Kiss
- 2005: Tribute to the Scorpions: Six Strings, Twelve Stings
- 2006: Welcome to the Nightmare: An All Star Salute to Alice Cooper

### En vivo
- 2000: Live: A Night on the Strip
- 2006: Loud and Dangerous: Live from Hollywood

### EP
- 1990: I Wanna Be Your Man
- 1991: Holiday Foreplay
- 1992: Live! Vampires
- 1992: Cuts

### Filthy Lucre
- 1997: Popsmear

### En solitario
- 1999: El Niño/More Purple Than Black
- 2006: Acces Denied
- 2007: Phil Lewis-Gypsy

## Filmografía
- Witchmaster General (2008) - Dr. Phineas Gorgon